# Eusparassus fuscimanus
Eusparassus fuscimanus là một loài nhện trong họ Sparassidae.
Loài này thuộc chi Eusparassus. Eusparassus fuscimanus được J. Denis miêu tả năm 1958.